# Hoplorana attenuata
Hoplorana attenuata là một loài bọ cánh cứng trong họ Cerambycidae.